# Bêta-Amanitine
Pour les articles homonymes, voir Amanitine.
La β-amanitine est un peptide cyclique constitué de huit acides aminés. Elle fait partie des amatoxines, un groupe de toxines isolées dans un certain nombre de champignons du genre Amanita, tels que l'amanite phalloïde ou encore l'amanite vireuse.